# Radioteleskop

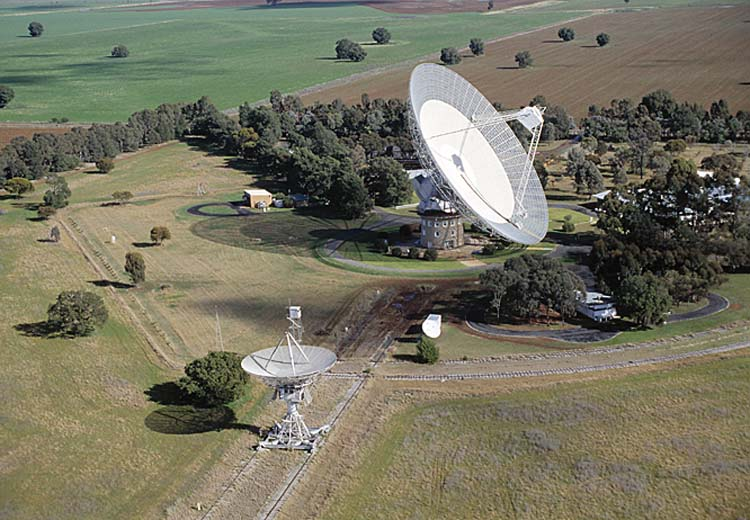
Radioteleskop v Observatoři Parkes

Radioteleskop je forma směrové antény využívaná v radioastronomii a také při příjmu a sběru dat z družic a vesmírných sond. Od optických teleskopů se liší tím, že pracují v rádiové části elektromagnetického spektra, v kterém detekují a sbírají data z radio-emitujících zdrojů. To znamená, že neposkytují žádný přímo viditelný obraz. Radioteleskopy jsou většinou velké parabolické antény užívané buďto samostatně nebo ve formacích. Radioobservatoře bývají situovány co nejdále od velkých městských center, aby se co nejvíce eliminoval vliv rušivých radioemisí, které tato centra produkují (např. rozhlasové vysílání, televizní vysílání). Je to podobné jako u optických teleskopů, s tím rozdílem, že u nich v blízkosti velkých měst dochází k rušení světelnými emisemi.

## Historie radioteleskopu
První anténa určená k identifikaci radiových zdrojů ve vesmíru byla sestrojena roku 1931 Karlem Guthem Janskym, inženýrem z Bellových laboratoří. Úkolem Janskyho byla identifikace zdrojů radiového šumu, které by mohly rušit komunikaci radiotelefonů. Janskyho anténa byla zkonstruována pro příjem krátkovlnných radiových signálů na frekvenci 20,5 MHz (přibližná vlnová délka λ=14,6 m).
Anténa byla umístěna na otočnou plošinu, díky níž se mohla pohybovat v libovolném směru (zanedlouho proto získala přezdívku Jansky's merry-go-round). Měla průměr přibližně 30 m a výšku 6 m. K pohybu bylo využito sady pneumatik z automobilu Ford-T a díky tomu mohl být přesně nastaven směr zdroje, ze kterého měly být sledovány signály sledovány. Po straně antény byl umístěn malý a jednoduchý analogový systém záznamu přijímaných dat. Po několikaměsíčním záznamu Jansky data roztřídil a kategorizoval do tří předem určených kategorií rušení: blízké bouře, vzdálené bouře a nepravidelný šum neznámého původu. Jansky zanedlouho zjistil, že tento nepravidelný šum se opakuje vždy v cyklech po 23 hodinách a 56 minutách. Onen čtyřminutový rozdíl je ukazatelem tzv. hvězdného času, což je doba, kterou "pevnému" objektu trvají dva pohyby po nebeské sféře. Po porovnání svých pozorování s nebeskými mapami Jansky učinil závěr, že nepravidelné rušení přichází z Mléčné dráhy a je nejsilnější ve směru, kde se nachází její střed – tedy v Souhvězdí Střelce.

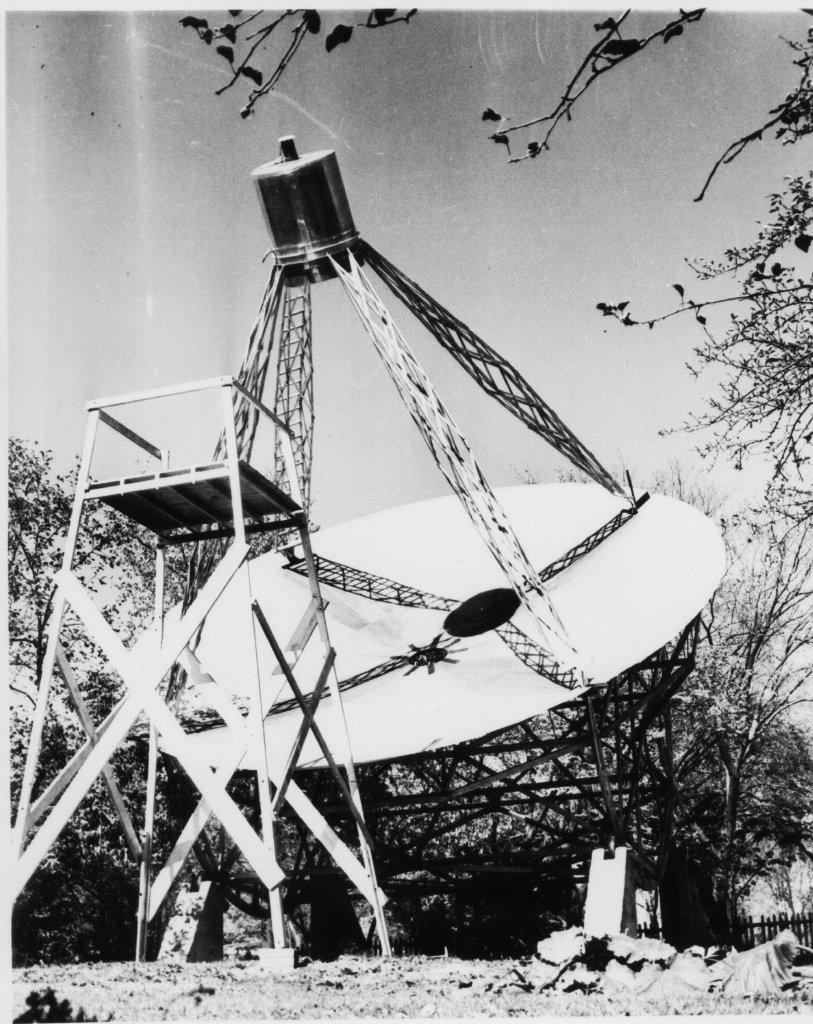
Reberova první talířová anténa

Mezi známé průkopníky v oboru radioastronomie patří také Grote Reber, který v roce 1937 sestrojil první parabolickou talířovou anténu o průměru 9 m a s níž provedl první průzkum nebe v radiovém spektru.
K největšímu rozkvětu radioastronomie došlo po skončení druhé světové války, během nichž učinili astronomové v Evropě, USA a Austrálii mnoho objevů.

## Typy radioteleskopů
Rozsah frekvencí v elektromagnetickém spektru, které společně vytvářejí radiové spektrum je velmi velký. To znamená, že různých variant radioteleskopů, co se velikosti, konfigurace atp. týče, existuje široká škála. Antény, které se používají pro průzkum vlnových délek od 30 m do 3 m (10 MHz–100 MHz) jsou většinou velká seskupení směrových antén, které se podobají klasickým „televizním anténám“ anebo jsou to statické reflektory s pohyblivým ohniskovým bodem. Po bližším průzkumu různých vlnových délek "klasickými" anténami bylo zjištěno, že jako povrch reflektorových antén lze použít obyčejné drátěné pletivo. V případě krátkých vlnových délek jednoznačně vedou antény talířové. Úhlovým rozlišením antény se rozumí funkce průměru talířové antény, který je přizpůsoben vlnové délce elektromagnetického záření, které má být pozorováno. Vlnová délka tedy přesně udává průměr talíře, který je potřebný k jejímu pozorování. Radioteleskopy, které jsou určeny pro sledování vlnových délek od 3 m do 30 cm (100 MHz až 1 GHz) mají většinou přes 100 m v průměru. Průměr radioteleskopů operujících ve vlnové délce kolem 30 cm (1 GHz) se pohybuje od 3 m do 90 m.

### Velké „talíře“
Na přelomu 50. a 60. let 20. století došlo k velkému rozmachu jedno-talířových antén. Největším samostatným radioteleskopem je RATAN-600 postavený v SSSR roku 1977 s průměrem kruhové antény 576 metrů. Největším radioteleskopem v Evropě je 100 metrová anténa ve městě Effelsberg v Německu, který byl do zprovoznění teleskopu Green Bank Telescope v roce 2000 po dobu 30 let největším, plně ovladatelným radioteleskopem. Největším radioteleskopem na území USA byl do roku 1988 "Big Ear" patřící Ohijské státní univerzitě.
Mezi dobře známé radioteleskopy patří radioteleskop Observatoře v Arecibu ve státě Portoriko, který je pohyblivý v rozsahu do 20° od zenitu a je největší jednoúsťovou anténou na světě.

## Radiová interferometrie

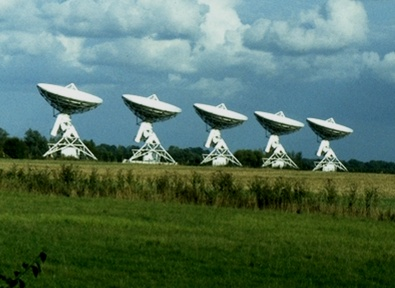
Soustava radioteleskopů v Cambridžské univerzitě

Jeden z největších technologických průlomů v oboru radioastronomie přišel v roce 1946, kdy byla představena metoda tzv. astronomická interferometrie.
Astronomické interferometry sestávají buďto ze soustav parabolických antén (Very Large Array), jednodimenzionálních antén (Big Ear) nebo dvoudimenzionálních dipólových antén. Jednotlivé antény jsou od sebe odděleny v širokých odstupech a spojeny koaxiálním kabelem, vlnovodem, optickým vláknem nebo jiným druhem přenosové linky. Interferometrie nejenže zvyšuje kvantitu přijímaného signálu, ale také výrazně zlepšuje rozlišovací schopnosti, pokud je využita společně s metodou tzv. aperturové syntézy. Tato metoda funguje na principu skládání jednotlivých vln z různých teleskopů, přičemž vlny o stejné fázi se navzájem „posilují“ zatímco vlny o nesouhlasných fázích se navzájem odruší. Za účelem dosáhnout co nejlepšího rozlišení je nutné, aby byly jednotlivé radioteleskopy rozmístěny v různých odstupech. Odstup mezi dvěma anténami se nazývá baseline (základní linie). Pro dosažení co možná nejlepšího výsledku při pozorování radiového cíle je ideální vytvoření co největšího počtu různých základních linií (např. soustava radioteleskopů Very Large Array v Novém Mexiku sestává z 27 antén, které je možné seskupit až do 351 různých pozic (základních linií), což umožňuje dosáhnout rozlišení až 0,2 úhlových vteřin ve 3 cm vlnových délkách.
Jedním z prvních experimentů na poli interferometrie byla tzv. Lloydovo interferometrické zrcadlo vyvinuté v roce 1946 vědeckým týmem Josepha Lade Pawseyho na univerzitě v Sydney. Na začátku 50. let 20. století byl pomocí Cambridge Interferometer podniknut průzkum radiového nebe, který umožnil vytvoření 1. a 2. Cambridgeského katalogu radiových zdrojů (Cambridge Catalogue of Radio Sources).